# Ряжский (посёлок)
Ряжский — упразднённый посёлок в Здвинском районе Новосибирской области. На момент упразднения входил в состав Лянинского сельсовета. Исключен из учётных данных в 1953 году.

## География
Посёлок располагался у северного берега озера Беляниха, в 11 км (по прямой) к югу от села Лянино.

## История
Посёлок был основан в 1924 году.
В 1928 году поселок Рямской состоял из 13 хозяйств. В административном отношении входил в состав Николаевского сельсовета Баклушевского района Барабинского округа Сибирского края.
Решением Новосибирского облисполкома от 19.03.1953 г. № 246 посёлок исключен из учётных данных как фактически не существующий.

## Население
По переписи 1926 г. в посёлке проживало 80 человек (40 мужчин и 40 женщин), основное население — русские